# لوس بروس (کالیفرنیا)
لوس بروس (به انگلیسی: Los Berros) یک منطقهٔ مسکونی در ایالات متحده آمریکا است که در شهرستان سن لوییز اوبیسپو، کالیفرنیا واقع شده‌است. لوس بروس ۶٫۵۰۶ کیلومتر مربع مساحت و ۶۴۱ نفر جمعیت دارد و ۵۹٫۱۳ متر بالاتر از سطح دریا واقع شده‌است.